# Wear Valley
Wear Valley war ein District in der Grafschaft Durham in England. Verwaltungssitz war die Stadt Crook. Weitere bedeutende Orte des ehemaligen Districts waren Bishop Auckland und Willington.
Der Bezirk wurde am 1. April 1974 gebildet und entstand aus der Fusion der Urban Districts Bishop Auckland, Crook and Willington und Tow Law, sowie des Rural District Weardale. Namensgeber war der Fluss Wear. Am 1. April 2009 wurden neben Wear Valley alle Dictricts im County Durham im Zuge der Verwaltungsreform abgeschafft und zur Unitary Authority Durham zusammengefasst.
Es bestand eine Städtepartnerschaft mit Bad Oeynhausen.
Koordinaten: 54° 43′ N, 1° 56′ W